# Новинская женская тюрьма
Нови́нская же́нская тюрьма́ (Новинка) — крупнейшая тюрьма для заключённых-женщин в Москве, действовавшая с 1908 по 1947 год. Была снесена в 1960-м. По состоянию на 2018 год на её месте находится комплекс зданий секретариата Совета экономической взаимопомощи.

## История
Новинская женская тюрьма была открыта 13 декабря 1907 года на пересечении Малого Новинского и Продольного переулков. Первые две заключённые прибыли 11 апреля и 30 июня того же года. Начальницей учреждения назначили княжну Елизавету Михайловну Вадбольскую. Тюрьма представляла собой замкнутый комплекс кирпичных двухэтажных построек с внутренним двором. Для неё переоборудовали здание арестантских рот гражданского ведомства. С 1410 по 1746 год на этом месте находился Новинский монастырь с церковью Введения во храм Пресвятой Богородицы, разрушенной в 1933-м. В 1910 году на территории располагались арестантский двухэтажный корпус, рассчитанный на 242 заключённых, здание мастерской и прачечной, бани, одноэтажная кухня, контора и комнаты для свидания. Также в тюрьме находились швейная мастерская, больница, школа, ясли и цейхгаузы. 21 февраля 1910 года в «Новинке» освятили церковь «Утоли моя печали», построенную на средства купца Алексея Михайловича Клюева.

Из воспоминаний каторжанки о жизни в Новинской тюрьме: 
Держали нас нестрого, но изолированно и совсем не выпускали из каторжного коридора, кроме как на прогулку, да за обедом дежурных два человека. Арестанток различной категории в Новинской тюрьме содержали более 400 человек: около 200 «срочных», т. е. отбывавших тюрьму на малые (до 4-х лет) сроки; до 100 человек следственных; одна камера «винополок» и около 60 человек каторжанок. Политические находились только в последней категории — 17 человек, все в одной камере. Каторжное отделение занимало небольшой изолированный коридор во втором этаже, кончавшийся тупиком…
В 1913 году была открыта школа для обучения надзирательниц, которой заведовал Сигизмунд Иосифович Бродовский. В неё принимали женщин до 35 лет, умеющих читать и знающих четыре правила арифметики. Напротив тюрьмы, на углу Новинского и Панфиловского переулков, для учениц сняли дом, которой переоборудовали в общежитие.
После Октябрьской революции тюрьма перешла в ведение карательного отдела Народного комиссариата внутренних дел СССР. 10 июля 1918 года закрыли женское отделение Бутырской тюрьмы, после чего заключённых перевели в Новинскую. На тот момент заведовал исправительным учреждением подполковник Алексей Владимирович Образцов.
В 1921 году «Новинку» переименовали в Первую московскую женскую тюрьму. В следующем году после пожара в административном корпусе в ней провели ремонт: починили котлы, печи и котельную, восстановили полы в корпусах, штукатурку стен и потолков, крышу, повреждённую огнём, исправили электрическое освещение. В 1924-м начальником тюрьмы стал Михаил Фёдорович Ряпухин. Старшим помощником назначили Михаила Васильевича Выморева, затем его сменил начальник Первой московской женской сельхозколонии Дворжецкий. В том же году тюрьму переименовали в Первый московский женский исправительно-трудовой дом.
В связи с закрытием в 1926 году Второго московского женского исправтруддома тюрьма была переполнена: на 242 местах в ней содержались 402 женщины. Из-за загруженности помещений закрыли ясли, здание школы использовали вместо камер, а занятия перевели в неотапливаемый корпус клуба. После прекращения работы яслей в камере погиб ребёнок, после чего двенадцать женщин объявили голодовку. Решением комиссии матерей с детьми поместили в большую камеру, а позднее открыли ясли в помещении читальни. В том же году была организована ещё одна голодовка, вызванная слухами об освобождении заключённых для разгрузки тюрем. Помимо комиссий в 1926-м «Новинку» посещали ревизии и экскурсии для иностранцев.
В конце 1929 года Новинскую тюрьму преобразовали в женское отделение Первой московской фабрично-трудовой колонии и объединили с Сокольническим исправтруддом. Управляла учреждением Софья Марковна Давыдова.
Во время Великой Отечественной войны Новинская называлась тюрьмой № 3 УНКВД по Московской области. В январе 1943 года под камеры приспособили часть бывших хозяйственных помещений — вместимость тюрьмы возросла с 242 мест до 400. Однако с января по май того же года в ней содержалось от 720 до 1071 человек. Во второй половине 1943-го и в 1944-м — от 200 до 400.
В октябре 1947 года был издан приказ Министерства внутренних дел СССР о закрытии Новинской тюрьмы и преобразовании её в общежитие для надзирателей Сокольнического и Таганского исправтруддомов, куда перевели заключённых и работников «Новинки». В Бутырскую тюрьму отправили матерей с грудными детьми и работников яслей. Согласно распоряжению было запрещено капитальное переустройство комплекса. Также предполагалось сохранение оборудования, чтобы при необходимости восстановить работу тюрьмы. Однако «Новинка» так и осталась общежитием — надзиратели жили в ней до 1960 года, затем по решению генерального секретаря ЦК КПСС Никиты Хрущёва комплекс снесли. На его место построили конференц-зал комплекса зданий СЭВ.

## Деятельность заключённых
Все заключённые были обязаны работать в прачечной, в которой стирали казённое и частное белье. В 1926 году в помещении хранились две гладильные машины, два паровых котла, тазы, сушилка, водогрейный бак, барабан, центрифуга. За месяц работы женщины получали 16 рублей. В «Новинке» находилась и швейная мастерская, рассчитанная на 80 работниц. Зарабатывали швеи 18 рублей в месяц. К началу 1930-го вместо мастерской и прачечной заработал ткацкий и платочно-набивной цеха. В 1935 году производство ликвидировали .
В тюрьме также находились библиотека, кружок литературы, драматургии и физкультуры, школа для неграмотных и малограмотных.

## Побег
Тринадцать картожанок сбежали из Новинской тюрьмы 1 июля 1909 года. Организовал побег революционер Исидор Иванович Морчадзе, которому Елизавета Андреевна Матье, приговорённая за терроризм, передала письмо с просьбой о помощи. Помогла бежать и надзирательница Александра Васильевна Тарасова, член партии социалистов-революционеров. Она сделала копии ключей, открыла двери, принесла заключённым одежду, пошитую матерью и сестрой Владимира Маяковского. Во время побега он, на тот момент 16-летний выпускник гимназии, с колокольни соседнего с тюрьмой храма Девяти мучеников, подавал знак о возможности выбраться на улицу. Заключённые спустились со второго этажа по связанным простыням.
Трёх бежавших — Александру Иннокентьевну Карташову, Прасковью Филипповну
Иванову, Марию Евдокимовну Шишкареву — поймали в день побега. Владимира Маяковского арестовали на следующий день и поместили в Бутырскую тюрьму. Его освободили 9 января 1910 года за отсутствием улик. Суд над пойманными каторжанками происходил в марте того же года. Дело разбиралось Московским окружным военным судом. Елизавету Вадбольскую понизили в должности до помощницы начальника тюрьмы, Тарасову и младшего надзирателя Фёдорова уволили за пособничество. Надзирателей Бельскую, Куликова, Федотову, Скворцову и Веселову отстранили за небрежное отношение к рабочим обязанностям. Начальником тюрьмы назначили коллежского асессора Николая Антоновича Станиславского.
Причинами побега признали отсутствие наружной ограды в арестантском корпусе, недостаточную охрану, общий ключ для камер и коридоров, керосинокалильные фонари, которые гасли от ветра.
После побега охрану тюрьмы усилили: установили ограждение, выставили дополнительный пост, поставили караул на главной лестнице и у комнаты свиданий, заменили механизмы замков, в дверях сделали глазки.
Список сбежавших
- Вильгельмина Гергардовна Гельмс
- Анна Павловна Гервасий
- Прасковья Филипповна Иванова
- Фрида Гиршевна Иткинд
- Александра Иннокентьевна Карташова
- Зинаида Васильевна Клапина
- Наталья Сергеевна Климова
- Ханна Нусимовна Корсунская
- Елизавета Андреевна Матье
- Анна Ивановна Морозова
- Екатерина Дмитриевна Никитина
- Мария Григорьевна Никифорова
- Мария Евдокимовна Шишкарева[11]